# 静岡事件
静岡事件（しずおかじけん）は、1886年（明治19年）、自由民権運動のなかで静岡その他で発生した激化事件である。自由党の壮士らが明治政府転覆、高官暗殺を企て、約2年間にわたり、軍資金調達のため強盗を行ない、逮捕処罰された。

## 概略
中心人物は、静岡の湊省太郎、山岡音高、浜松の中野二郎三郎、愛知・岐阜の広瀬重雄、小池勇らである。目標は政府顛覆であった。彼らは資金確保と組織の強化を目的とした銀行強盗を引き起こした。日本各地での一斉蜂起が当初の目的であったが、政府による鎮圧が相次ぎ、1884年に湊、広瀬、小池が飯田事件で逮捕されたこと（のち放免）をきっかけに、挙兵を断念して少数の者による大臣などの要人の暗殺に方針を転じた。計画は、伊藤博文首相以下各大臣を箱根離宮の落成式で鏖殺しようというものだった。
警視庁による事件関係者の一斉検挙が始まり、東京での要人暗殺計画は未然に発覚し、関わったメンバーは逮捕された。司法当局は政治犯ではなく強盗犯として扱い、1887年7月に被告25人に対し、最高で徒刑15年の判決が言い渡された。
1897年（明治30年）1月、英照皇太后死去に際しての大赦減刑に浴し、山岡音高ら8名は出獄することができた。

## 首謀者
山岡音高は出所後アメリカ・シアトルに移住し、そこで東洋貿易会社という企業を設立して事業をおこなうかたわら、ワシントン日本人会会長など、シアトルの日本人社会で要職を務めた。山岡の子息が、極東国際軍事裁判で弁護人を務めたジョージ山岡である。
広瀬重雄（1859年生、旧姓藪）は幕臣の藪七郎左衛門の子として生まれ、静岡の小学校教諭を経て東京に遊学、自由民権運動に触れ、1879年に静岡県士族・広瀬秀雄の養子となって家督を継ぎ、事件当時は地元紙の記者の傍ら愛知・岐阜県下で政治演説会を開いていた。当時、養家広瀬家の娘たちは森有礼、磯野計の妻であったが、事件後、姉は離婚、妹は急死した。1897年に広瀬も英照皇太后死去の恩赦で釈放され、司法大臣清浦奎吾による黒田清隆総理代理への上申により広瀬ら13名の公権回復も認められた。
湊省太郎（1862－1896）は旧幕臣の長男として生まれ、静岡県庁を退職して岳南自由党に入って自由民権運動に関わった。恩赦の前年に獄中死した。